# Dicya iambe
Espèce
Dicya iambe est une espèce de lépidoptères (papillons) de la famille des Lycaenidae, sous-famille des Theclinae et du genre Dicya.

## Dénomination
Dicya iambe a été décrit par Frederick DuCane Godman et Osbert Salvin en 1887, sous le nom initial de Thecla iambe.
Synonymes : Thecla emendatus Druce, 1907;Rubroserrata punta Johnson & Kroenlein, 1993.

### Nom vernaculaire
Dicya iambe se nomme Iambe Hairstreak en anglais.

## Description
Dicya iambe est un petit papillon aux antennes et aux pattes annelées de blanc et de marron, avec deux fines queues à chaque aile postérieure.
Le dessus est marron suffusé de bleu métallisé.
Le revers est blanc crème, orné aux ailes antérieures et aux ailes postérieures d'une ligne postdiscale de taches orange, avec, aux ailes postérieures, deux gros ocelles orange pupillés de noir entre les deux queues et à l'angle anal.

## Écologie et distribution
Dicya iambe est présent au Costa Rica, en Bolivie, en Équateur et en Guyane,,.

### Protection
Pas de statut de protection particulier.